# Болеховиці (Свентокшиське воєводство)
Болеховиці (пол. Bolechowice) — село в Польщі, у гміні Сіткувка-Новіни Келецького повіту Свентокшиського воєводства.
Населення — 562 особи (2011).
У 1975-1998 роках село належало до Келецького воєводства.

## Демографія
Демографічна структура на день 31 березня 2011 року:
|          | Загалом | Допрацездатний вік | Працездатний вік | Постпрацездатний вік |
| -------- | ------- | ------------------ | ---------------- | -------------------- |
| Чоловіки | 270     | 53                 | 196              | 21                   |
| Жінки    | 292     | 49                 | 185              | 58                   |
| Разом    | 562     | 102                | 381              | 79                   |